# Agabus conspicuus
Agabus conspicuus är en skalbaggsart som beskrevs av Sharp 1873. Agabus conspicuus ingår i släktet Agabus och familjen dykare. Inga underarter finns listade i Catalogue of Life.